# Costi esterni dell'energia
Per Costi esterni dell'energia si intendono i costi associati all'utilizzo di una fonte di energia primaria e alla sua trasformazione in un prodotto energetico, che ricadono sulla collettività e che non sono sostenuti dai diversi gestori di tali attività. I costi esterni non rientrano nei costi diretti delle diverse fasi del ciclo di vita di una fonte energetica e cioè la ricerca, il reperimento della risorsa (estrazione, raffinazione oppure semplice acquisto, spesso gravato da un guadagno speculativo da parte del detentore della risorsa) e il trasporto di combustibili, la costruzione e il costo d'esercizio di una centrale, il riciclaggio dei residui e delle scorie, lo smantellamento della centrale stessa a fine esercizio, e il deposito delle scorie e il loro eventuale riciclaggio (questo soprattutto per le centrali nucleari). I costi esterni sono tipicamente associati a fattori d'impatto ambientale (emissioni di gas ad effetto serra, emissioni di gas inquinanti, incidenti rilevanti con effetti sanitari e ambientali...).

## Introduzione
Un esempio recente di valutazione del costo esterno è il ventilato utilizzo di eco-tasse per gli eccessi di emissione di CO2, previsto dal Protocollo di Kyōto: esso rappresenta una prima presa di coscienza dei costi non diretti (esterni) nell'utilizzo dei combustibili fossili.

## Metodologia di calcolo della Commissione Europea: ExternE
Il calcolo delle esternalità non è comunque facile: tuttavia la Commissione europea ha stabilito una metodologia per valutare, in modo standardizzato, i costi esterni legati alla produzione di energia elettrica. Questo progetto si chiama ExternE. 
Il metodo ExternE valuta l'intera vita della centrale, l'intero ciclo del combustibile, e lo smantellamento della centrale stessa a fine vita dell'impianto. Tutto ciò include la fabbricazione dei materiali di cui sono composte le strutture della centrale, la costruzione, la gestione dell'impianto, il suo smantellamento, la bonifica ambientale del sito dell'impianto. In ogni stadio di vita della centrale vengono presi in considerazione tutti i possibili fattori di rischio, come emissioni chimiche o radioattive, incidenti stradali, incidenti sul lavoro, incidenti all'impianto che abbiano comportato danni alla popolazione, possibili rischi alla salute dei lavoratori dell'impianto.  Tutte queste possibili cause di incidente vengono quantificate in termini monetari e sommate per ottenere una stima del costo esterno totale. Le cause di errore sono però molte, legate alla valutazione dose-effetto, e alla valutazione economica di danni alla salute e degli incidenti mortali.
Nel resoconto finale del progetto si trova una stima dei costi esterni per una serie di fonti energetiche: per l'elettricità prodotta a partire da carbone e il petrolio, i costi esterni sono di circa 5-6 centesimi di € per kWh prodotto, confrontabili quindi col costo convenzionale di un kWh (9 centesimi di € nel I trimestre 2007). Per il nucleare, idroelettrico, fotovoltaico ed eolico, il costo esterno è nettamente più basso, meno di 1 centesimo di € per kWh prodotto. C'è comunque da dire che per il nucleare, alcuni disastri come quello di Černobyl' hanno creato nell'opinione pubblica un diffuso dissenso verso l'uso di questa fonte di energia e maggior incertezza nel definire gli effettivi costi esterni. D'altro lato, anche lo sfruttamento di altre fonti di energia (petrolio, carbone, gas naturale, idroelettrico, ecc.) è stato caratterizzato da disastri non trascurabili ma in genere con un impatto solamente locale.
Le considerazioni sui costi esterni hanno comunque un ruolo sempre maggiore, corrispondente alla presa di coscienza che non esistono fonti di energia che abbiano solo vantaggi, ma l'utilizzo di una determinata fonte energetica implica sempre degli svantaggi sotto forma di perdita di energia utile (per es., sotto forma di calore, vedi il Secondo principio della termodinamica), oppure sotto forma di sotto-prodotti di una reazione chimica o nucleare.

## Esternalità del nucleare da fissione
Secondo il Premio Nobel per la fisica Carlo Rubbia, nessun esperto onesto è in grado di stabilire in modo assoluto il costo del kilowattora nucleare perché, oltre al prezzo di costruzione del reattore elettronucleare e strutture annesse (ad esempio, l'EPR da 1.600 MWe costerà 3,2 miliardi di euro), bisogna poi aggiungervi i costi dello stoccaggio del combustibile nucleare esaurito, e lo smantellamento della centrale nucleare.
Costi e tempi dello smantellamento delle centrali nucleari
Dopo circa 40-60 anni operativi si dovrà aggiungere il costo dello smantellamento del reattore e stoccaggio delle scorie, processo in qualche caso più oneroso della costruzione della centrale. Negli USA il costo dello smantellamento è stato spesso scaricato dalle compagnie private con un'addizionale sulla bolletta elettrica, come previsto nelle procedure di calcolo del costo del kWh prodotto negli impianti. 
Negli USA, per rendere evidenti costi, tempi e processi dello smantellamento, sono state definite due fasi temporali principali per ilo "smantellamento del reattore nucleare": la fase iniziale SAFESTORE (raffreddamento e rimozione delle barre di combustibile, smontaggio di tubature, componenti e scambiatori di calore non contaminati), e il DECON definitivo che comporta come ultima azione lo smantellamento dell'edificio di contenimento del reattore e il trasporto verso il luogo di deposito definitivo dei diversi materiali contaminati.
Negli USA molte compagnie elettriche attualmente stimano una media di 320 milioni di dollari (del 1998) per lo smantellamento totale di ogni reattore nelle centrali USA.
Costi dello stoccaggio del combustibile esaurito e del materiale irradiato
Le spese per il mantenimento e vigilanza dei siti di stoccaggio nucleare devono essere calcolate in tempi di migliaia di anni, viste le lunghe emivite di alcuni prodotti transuranici che si formano nel reattore (come il plutonio) e la pericolosità radiologica di molti dei prodotti della fissione nucleare, che sono isotopi radioattivi dannosi per la tiroide (come lo iodio-131 radioattivo, che ha un'emivita di circa 1 settimana); che transitano per le vie fisiologiche del sodio (cesio), causando ad esempio il cancro del pancreas: o che, essendo simili al calcio (stronzio, radio) si fissano nel tessuto osseo.
Commistione tra nucleare civile e militare
Le prime nazioni che si sono dotate d'impianti nucleari (USA, Unione Sovietica, Inghilterra, Francia), sono state anche le prime e maggiori potenze atomiche militari della storia. Le procedure di arricchimento dell'uranio dallo 0,7% dell'uranio al 3 - 5 % necessario per una centrale, consumano molta energia ed hanno molti passaggi e costosi macchinari in comune con le procedure per arrivare alle percentuali dell'80-95% necessarie per costruire le armi nucleari. Inoltre, una volta arrivati al 3% di arricchimento, si è già spesa l'85% dell'energia necessaria per l'arricchimento al 90% ed è pertanto facile giungere ad arricchimento di "grado militare" una volta in possesso della tecnologia "civile".
L'uso pacifico dell'energia nucleare è stato sino ad oggi quello che ha richiesto il contributo più basso di vite umane: meno di 100 persone in tutto, la maggior parte dovute a mancata osservanza delle regole di sicurezza da parte del personale coinvolto. 
Il maggiore incidente in una centrale nucleare sino ad oggi avvenuto, classificato come 7º grado della scala INES è il disastro di Černobyl', che è da imputarsi alla più completa non osservanza delle regole di sicurezza. 
Ci sono stati solo altri tre incidenti prima di questo, di rilevanza minore, ma che comportarono un rilascio preoccupante di radioattività nell'ambiente, superiori cioè al 4º grado della scala INES.
È comunque da sottolineare che i disastri ambientali dovuti al nucleare, anche se hanno avuto un'enorme risonanza nei media, non costituiscono la principale voce nelle esternalità del nucleare. Il principale problema del nucleare rimane lo smaltimento delle scorie radioattive che richiede lo stoccaggio in depositi permanenti, l'emivita delle scorie essendo dell'ordine dei 10000 anni.
Odierna legislazione sulla produzione di energia nucleare da fissione
L'uso dell'energia nucleare per produrre energia elettrica è regolato con sistemi di sicurezza e di controllo come nessun'altra attività industriale, il risultato è che le centrali nucleari operanti attualmente sono quelle che hanno come unico impatto ambientale quello di riscaldare le acque dei fiumi in cui scaricano le acque di raffreddamento.

## Esternalità dell'idroelettrico
L'idroelettrico è un'energia intrinsecamente pulita e non inquinante per l'ambiente (per quanto esistono studi che mostrano come grandi bacini idroelettrici in regioni tropicali possano rilasciare gas serra). Fra le rinnovabili è l'unica che ha realmente dimostrato di costituire una seria fonte alternativa, rappresentando oggi il 2,2% di tutte le fonti di energia ben oltre lo 0,4% che riunisce insieme tutte le altre rinnovabili (solare, eolico, geotermico, ecc.). Tuttavia l'idroelettrico non è una fonte sicura e senza rischi. L'idroelettrico richiede infatti la costruzione di bacini artificiali posti ad una certa altezza, e questi racchiudono concentrata in sé un'enorme quantità di energia potenziale idraulica che in caso di rottura della diga si abbatterebbe con furia devastatrice sui paesi a valle. Infatti, anche per una centrale relativamente modesta come quella della diga del Vajont progettata per soli 150 MW di potenza, l'energia potenziale accumulata nel bacino è già equivalente a circa 7 bombe atomiche di Hiroshima. Di fatto disastri idroelettrici più o meno grandi si sono già verificati nel passato, tali da classificare questa fonte di energia come quella con esternalità più pesanti in termini di vite umane dopo il carbone. Ulteriori svantaggi di questa fonte di energia sono il suo impatto sull'ambiente. Infatti la messa in posa di tonnellate di cemento, condotte forzate, la distruzione di vallate e foreste sottopone a scempio paesaggistico soprattutto l'ambiente montano che è fra i più preservati ambienti naturalistici. Enorme inoltre anche l'impatto sulle popolazioni laddove costringe alla rilocazione di milioni di persone con l'inondazione di intere regioni e perdita di radici e valori culturali ecc. come nel caso della diga di Assuan o dei faraonici progetti idroelettrici già impiantati o in corso di impiantazione in Cina (diga delle tre gole).

## Esternalità e costi occulti del petrolio
Molto spesso, spese molto rilevanti, come quelle bilancio della difesa USA necessarie per vigilare e proteggere i campi petroliferi, gli oleodotti, le raffinerie e tutto l'itinerario della via del petrolio, vengono totalmente esternalizzate dalle compagnie petrolifere e scaricate sugli stati nazionali e quindi sulle spalle dei contribuenti, che quasi mai vengono consultati riguardo alle scelte sul tipo di energia di cui desiderano usufruire. Nel 2003-2005 i costi della difesa USA, destinati direttamente a proteggere il flusso del petrolio dal Golfo Persico, erano stimati tra i 49 e i 65 miliardi di dollari, e. Secondo il senatore democratico e candidato alla vice-presidenza USA Joseph Biden, il costo di ogni settimana di presenza delle forze americane in Iraq ammonta a quasi 3 miliardi di dollari, pari a $ 150 miliardi/anno.
Tra i molteplici danni che causa l'eccessiva spesa militare degli USA (in buona parte destinata a proteggere pozzi e rotte petrolifere), si può evidenziare la perdita di risorse da destinare allo sviluppo di fonti alternative, anche promettenti, come recentemente è avvenuto con la fusione nucleare a punto negativo elettro-magnetico "polywell".